# Большое болото (Черняховский район)
Большо́е боло́то — верховое болото в Черняховском районе Калининградской области. Расположено в Каменском заказнике в 6 км северо-восточнее посёлка Жаворонково и в 22 км от Черняховска. Площадь болота около 600 га. Большое болото было включено в список охраняемых и намеченных для охраны болот СССР.

## Флора и фауна

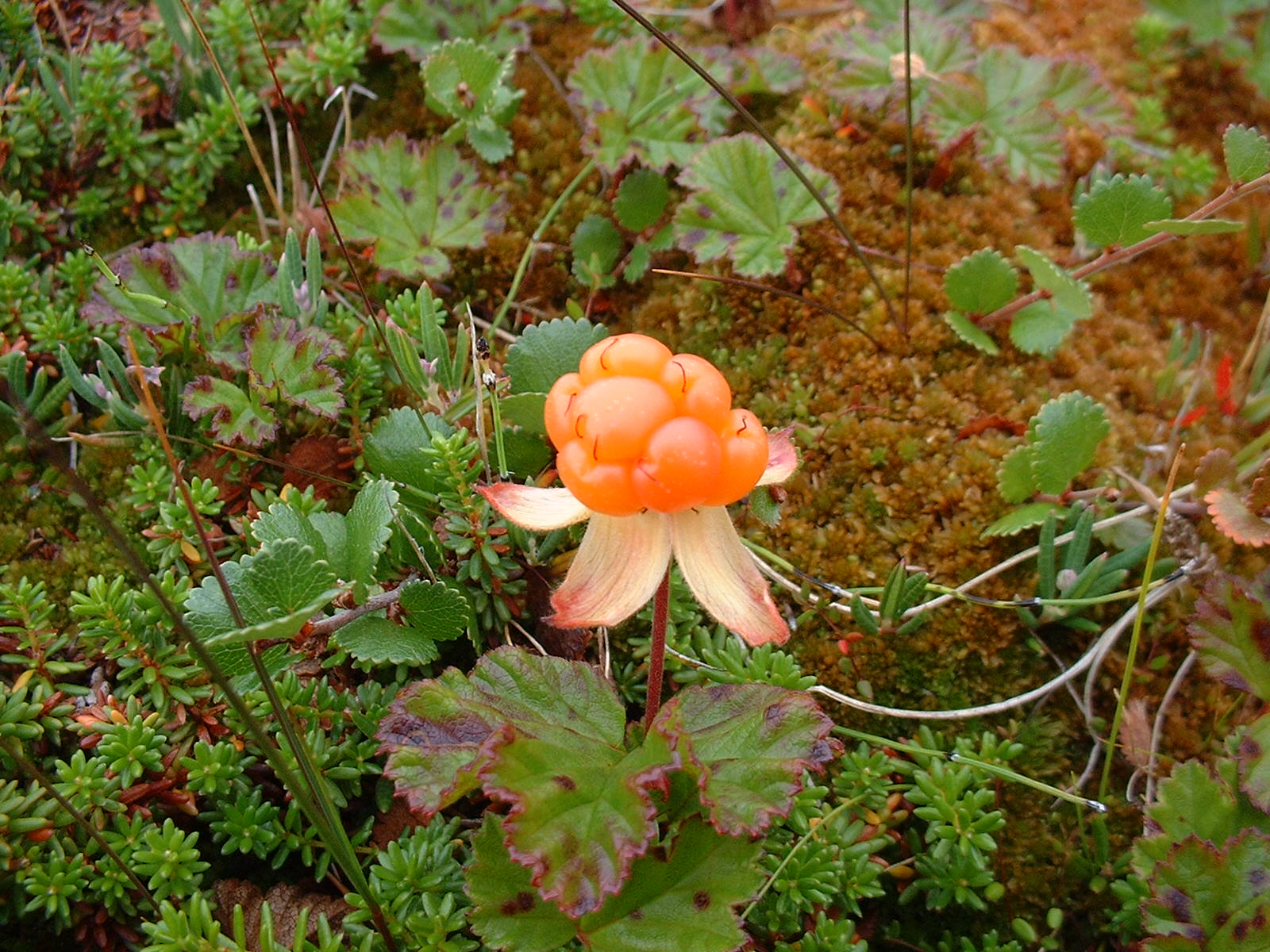
Морошка

На болоте распространены редкие в Калининградской области фитоценозы грядово-мочажинного комплекса, «жёлтых» мочажин, «красных» зыбунов. Встречаются также редкие виды растений: осока топяная, морошка, сфагнум большой, кладонии кудрявая и утолщённая.

## Топографические карты
Лист карты N-34-43 Полесск. Масштаб: 1 : 100 000. Состояние местности на 1987 год. Издание 1996 г.